# Sao lỗ đen
Một Quasi-star (còn gọi là ngôi sao lỗ đen) là một loại giả thuyết về ngôi sao cực kỳ lớn có thể tồn tại từ rất sớm trong lịch sử Vũ trụ. Không giống như các ngôi sao hiện đại, được cung cấp năng lượng từ phản ứng tổng hợp hạt nhân trong lõi của chúng, năng lượng của một ngôi sao gần như sẽ đến từ vật chất rơi vào lỗ đen trung tâm.

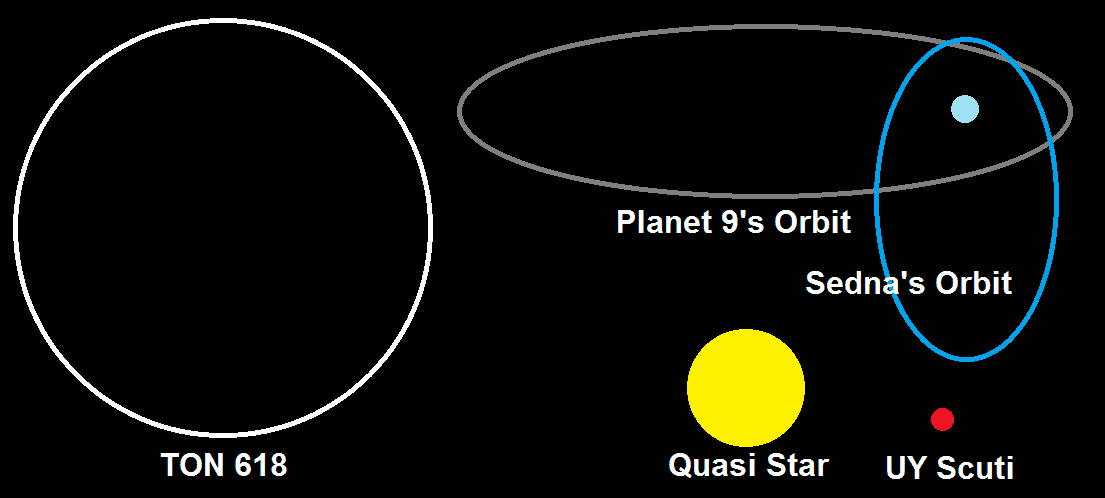
Kích thước của TON 618, UY Scuti và Quasi Star

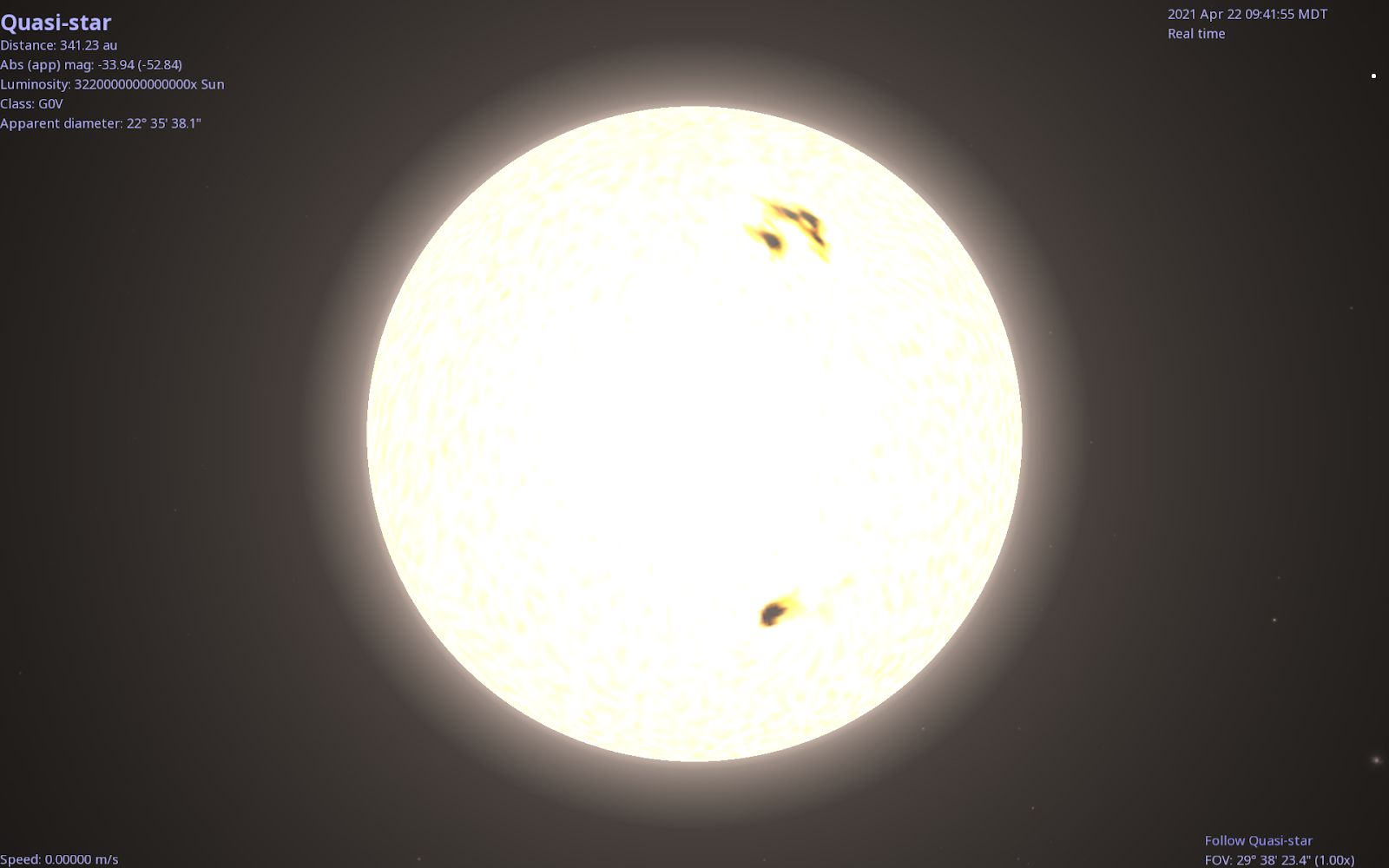
Sao lỗ đen

So sánh kích thước của một ngôi sao gần như so với một số ngôi sao khổng lồ đã biết, bao gồm cả những ngôi sao lớn nhất được biết đến.

Một Quasi-star được dự đoán đã được hình thành khi cốt lõi của một lượng lớn tiền sao sụp đổ vào một hố đen trong quá trình hình thành của nó và các lớp bên ngoài của ngôi sao là đủ lớn để hấp thụ năng lượng từ vụ nổ mà không bị thổi bay đi (vì vậy khác với siêu tân tinh hiện đại). Một ngôi sao như vậy sẽ phải có ít nhất 1.000 khối lượng Mặt Trời (2,0×1033 kg). Những ngôi sao này cũng có thể được hình thành do các quầng vật chất tối hút một lượng khí khổng lồ thông qua trọng lực, trong vũ trụ sơ khai, có thể tạo ra những ngôi sao siêu lớn với hàng chục ngàn khối lượng mặt trời. Những ngôi sao lớn như vậy chỉ có thể hình thành sớm trong lịch sử Vũ trụ trước khi hydro và helium bị ô nhiễm bởi các nguyên tố nặng hơn; do đó, chúng có thể là những cụm sao loại III rất lớn.
Một khi lỗ đen đã hình thành ở lõi của protostar, nó sẽ tiếp tục tạo ra một lượng lớn năng lượng bức xạ từ các vật liệu sao bổ sung. Năng lượng này sẽ chống lại lực hấp dẫn, tạo ra trạng thái cân bằng tương tự như lực hỗ trợ các ngôi sao dựa trên phản ứng tổng hợp hiện đại. Quasi-star sao được dự đoán sẽ có một tuổi thọ tối đa khoảng 7 triệu năm, sau đó lỗ đen lõi sẽ tăng lên khoảng 1.000–10,000 khối lượng Mặt Trời (1,988550×1033–1,9886×1031 kg). Những lỗ đen khối lượng trung gian này đã được đề xuất là nguồn gốc của các lỗ đen siêu lớn thời kỳ hiện đại. Các ngôi sao được dự đoán có nhiệt độ bề mặt giới hạn ở khoảng 4.000 K (3.730 °C), nhưng, với đường kính khoảng 10 tỷ kilômét (67 au) hay 7.187 lần so với Mặt trời, mỗi Quasi-star  sẽ tạo ra nhiều ánh sáng như một thiên hà nhỏ.